# Brezovo Polje (Glina)
Pour les articles homonymes, voir Brezovo Polje.
Brezovo Polje est un village de la municipalité de Glina (comitat de Sisak-Moslavina) en Croatie. Au recensement de 2011, le village comptait 24 habitants.